# Фалько (футбольный клуб)
«Фалько» (бел. «Фалько») — белорусский футбольный клуб из агрогородка Черкассы.

## История
Клуб был основан в 2015 году и выступал на любительском уровне в чемпионате Минской области, в которой трижды становился серебряным призёром. В 2021 году, после объединения областной чемпионатов со Второй лигой, футбольный клуб стал одним из участников чемпионата.

## Достижения
Чемпионат Минской области
 Серебряный призёр (3) : 2015, 2017, 2019
Главный тренер с 2021 года — Вячеслав Дербан.